# Tauleta Saros BM 34576
La tauleta Saros BM 34576 és una tauleta d'argila feta en el segle i aC, d'origen babiloni i amb escriptura cuneïforme als dos costat, actualment guardada al Museu Britànic amb el número de registre BM 34576.
Les seves dimensions són set centímetres d'alt per quatre d'ample.
El mot saros té els seus orígens en el sumeri "sàr", que era el nom del número 3.600 (seixanta vegades seixanta). La numeració sumèria estava basada en la base 60. La cultura occidental ha conservat l'emprempta d'aquesta base en la mesura del temps i dels arcs. El mot va passar posterior al babiloni "sāru", amb el mateix significat.
La tauleta mostra la introducció de l'Era Selèucida, en el qual la seqüència d'anys no es reiniciava amb la coronació de cada nou sobirà, sino que es fixà l'any 1 d'una forma arbritària i a partir d'aquí la seqüència d'anys continuà ininterrompudament no sols fins a la fi de l'Imperi Selèucida, sino que diveresos pobles el van continuar usant durant cents d'anys.
Les inscripcions de la tauleta llisten els anys de regnat del sobirans de Babilònia des del 567/566 aC fins al 99/98 aC en intervals de 18 anys.
La relació d'anys cobreix el període que comença amb el regnat del sobirà de Babilònia Nabucodonosor II en el segle vi aC, continua amb tota la dinastia de sobirans de l'Imperi Neobabilònic, la incorporació de Babilònia a l'Imperi Aquemènida per part de Cir II el Gran, la invasió per part d'Alexandre el Gran i finalitza a principis del segle i aC.

## Descripció
Les tauletes d'argila crua acaben desintegrant-se si es manipulen sovint. La tauleta de Saros es va coure en un forn el 1965 per assegurar-ne la seva preservació. A la cocció li segueix el refredament, procés que ha de realitzat-se poc a poc i de forma controlada per evitar que la tauleta no es torni trencadissa.
Les inscripcions de la tauleta estan estructurades en tres columnes en les dues cares.
- La de la dreta repeteix el número 18, que és l'interval d'anys necessari per que es repeteixi un eclipse llunar amb la mateixa posició de la lluna i el sol. Aquest astres retornen aproximadament a la mateixa posició en el cel cada 6.585,33 dies, que correspon a 18 anys, 11 dies i 8 hores; aquest periode de temps és conegut com a cicle de Saros.
- La columna central identifica el rei en el regnat del qual succeí l'eclipse.
- La columna de l'esquerra especifica l'any del regnat del sobirà en el qual es produí l'eclipse. La superfície de la tauleta té algunes parts malmeses. Les xifres entre claudàtors indiquen que no hi són, i que s'han deduit pel context.

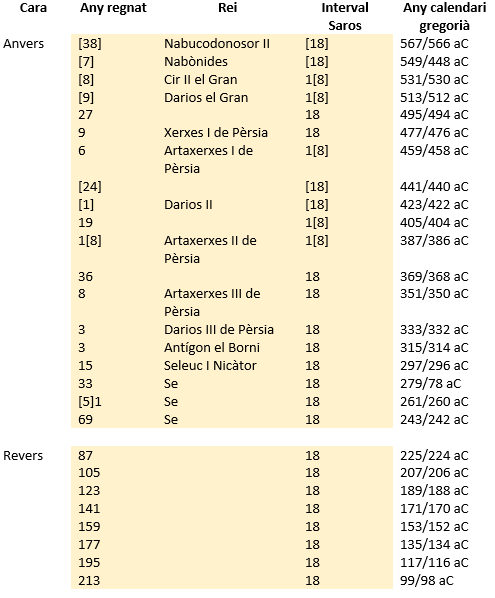

## Interpretació
A mida que es llegeix la tauleta començant per dalt, es veu que un eclipse va tenir lloc en el trenta-vuité any de regnat de Nabucodonosor II, en el 567/567 aC; divuit anys més tard, en el seté any de regnat de Nabònides (549/548 aC) en va succeir un altre, i així continua fins al tercer any del general macedoni Antígon el Borni, en el 315/314 aC. En aquest punt, el mètode de numeració canvia, passant d'una seqúència que s'inicia amb cada nou sobirà pel mètode del calendari selèucida.
La columna de la dreta continua mostrant la periodicitat de divuit anys. La columna central ja no mostra el nom del sobirà, sinó per una abreviatura silàbica (Se). Aquesta sílaba és repetida malgrat la mort del primer rei selèucida i instaurador del nou calendari, Seleuc I Nicàtor, l'inici del regant de seu fill Antíoc I Soter, i l'ascensió al tro de Antíoc I Soter a la mort de l'anterior. A la columna de l'esquerra l'any del calendari selèucida es va incrementant a intervals de divuit anys (15,33,51 i 69), sense reiniciar-se.
Quan l'escriba va donar la volta a la tauleta per escriure a l'anvers, va continuar amb la seqüència numèrica però ja va ometre la columna amb el nom del sobirà, continuant amb els anys del calendari selèucida: 84, 105, 123, 141..